# Neodiphthera sciron
Neodiphthera sciron är en fjärilsart som beskrevs av John Obadiah Westwood 1881. Neodiphthera sciron ingår i släktet Neodiphthera och familjen påfågelsspinnare. Inga underarter finns listade i Catalogue of Life.